# Меморіал гомосексуальним жертвам нацизму в Кельні
50°56′27.31″ пн. ш. 6°57′45.43″ сх. д. / 50.9409194° пн. ш. 6.9626194° сх. д.

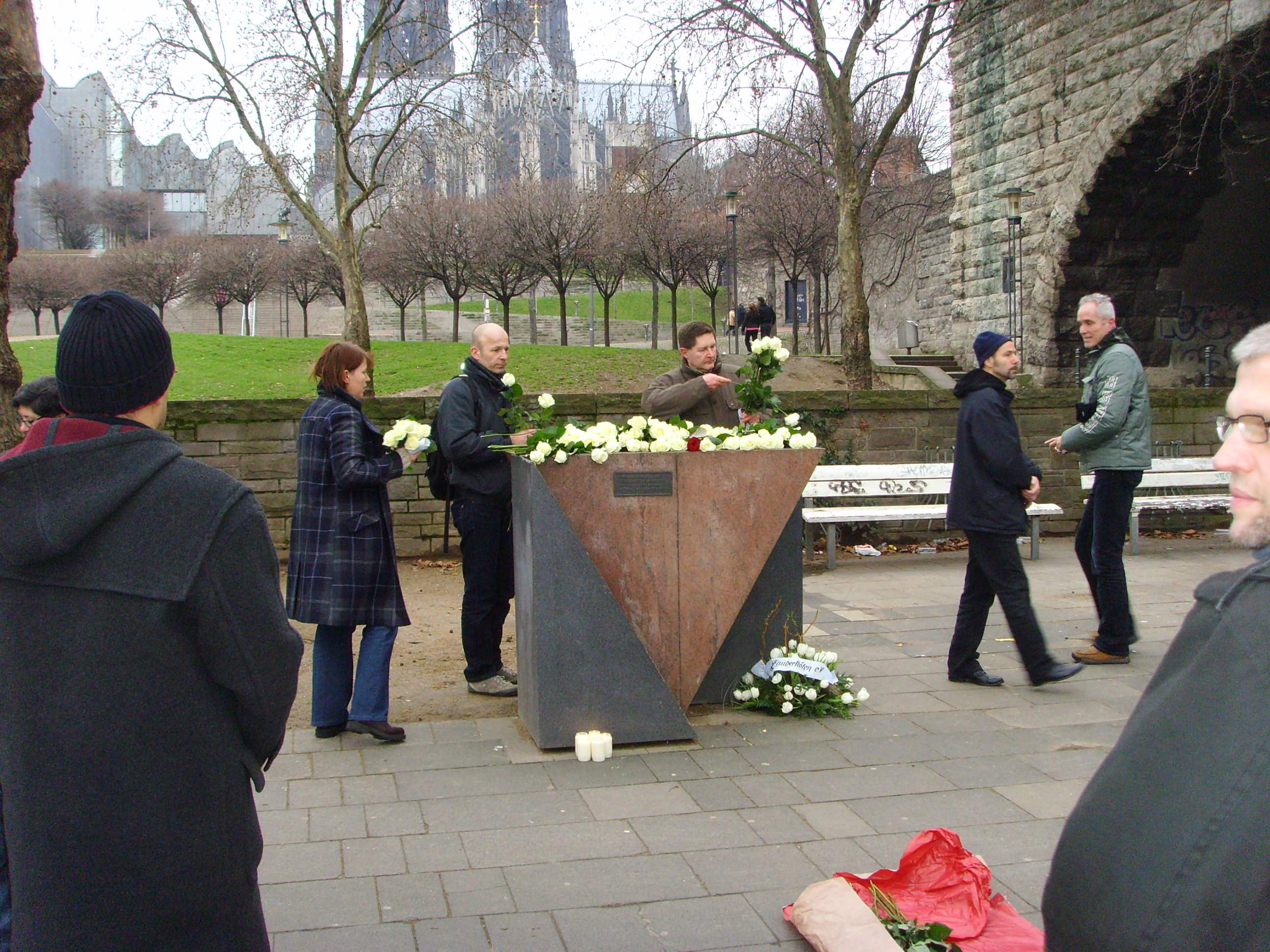
Меморіал гомосексуальним жертвам нацизму в Кельні

Меморіал гомосексуальним жертвам нацизму в Кельні (нім. Mahnmal für die schwulen und lesbischen Opfer des Nationalsozialismus in Köln) — пам'ятник, присвячений геям і лесбійкам, що піддавалися гонінням в нацистській Німеччині. Був відкритий 24 червня 1995 року. На той момент він став другим (після Франкфуртського ангела) подібним пам'ятником у Німеччині.
Примітно що ініціатором встановлення пам'ятника виступило в 1990 році Німецьке об'єднання профспілок.
Пам'ятник знаходиться в саду між Кельнским собором, Музеєм Людвіга і набережною Рейна, поряд з Гогенцоллерним мостом, популярним місцем зустрічей гомосексуалів.
Автором проекту за підсумками конкурсу став Ахім Цінкан (нім. Achim Zinkann). Меморіал складається з рожевого і сірого граніту, має висоту 120 см і довжину 69 см. Включений в пам'ятник рожевий трикутник є символом ЛГБТ-руху, оскільки використовувався нацистами для позначення в концентраційних таборах чоловіків-в'язнів, які були репресовані через свою гомосексуальність. На меморіалі висічено напис: «Убитим і замовчуваним геям і лесбійкам, що стали жертвами нацизму» (нім. Totgeschlagen – Totgeschwiegen, den schwulen und lesbischen Opfern des Nationalsozialismus).